# بازارسر
بازارسر، روستایی از توابع بخش مرکزی شهرستان کلاردشت در استان مازندران ایران است.
چشمهٔ روستای بازارسر که به زبان محلی بِلاغ شناخته می‌شود، منبع آب روستاهای اطراف در گذشته بوده‌است. همچنین جنگل «خانم چشمه» که در شمال غربی روستا قرار دارد نیز از دیگر جاذبه‌های طبیعی این روستا است که از غرب به جادهٔ عباس‌آباد-کلاردشت و از شمال شرق به جنگل شاه‌نشین منتهی می‌شود.

## جمعیت
این روستا در دهستان کلاردشت غربی قرار دارد و براساس سرشماری مرکز آمار ایران در سال ۱۳۹۵، جمعیت آن ۳۲۹ نفر (۱۲۷خانوار) بوده‌است. مردم بومی بازارسر از مهاجرین آذری زبان هستند. مردم بومی بازارسر به زبان ترکی سخن می‌گویند. مهاجرین این روستا به زبان ترکی صحبت می‌کنند و نظر به آنچه که از شواهد بر می‌آید، از نوادگان تُجّار آذربایجان هستند.
طوایف:
صادقیان/  ناصریان /کرمیان/ طهماسبی/ بندک/ شمسایی/ فرجامی/ ترکیان/رحمان حسینی